# Triluminos Display
TRILUMINOS DISPLAY™ – ulepszona generacja podświetlenia LED ekranów ciekłokrystalicznych (LCD) opracowana przez Sony Corporation. Technologia ta opiera się na zastosowaniu osobnych diod LED dla światła czerwonego, zielonego i niebieskiego (RGB), przy kooperacji odpowiednich silników i opatentowanych rozwiązań. Jest to technologia oparta na kropkach kwantowych

## Historia i zasada działania

### Historia
Pierwotnie termin Triluminos Display™ ukazał się w 2004 roku w pierwszym konsumenckim modelu LCD z podświetleniem LED Sony Qualia KDX-46Q005. Q005 był to pierwszy model mający tak wyraziste kolory (w porównaniu do obecnych w 2004 roku wyświetlaczy LCD CCFL). Model ten był w całości składany ręcznie. Po 5ciu latach, w 2008 roku Triluminos Display™ po raz drugi został wykorzystany w modelu Sony Bravia KDL-XBR8. Poza wymienionymi modelami do roku 2013 wszystkie inne modele wyświetlaczy LCD LED opierały się głównie na białych diodach. Triluminos Display™ wykorzystany był tylko w dwóch modelach w przestrzeni 9 lat. Rozwój technologii, dopracowanie innych podzespołów (m.in. silników, lokalnego wygaszania) i prawdopodobnie zoptymalizowanie produkcji, pozwoliło na szersze zastosowanie Triluminos Display™ w innych produktach. W 2014 roku technologia ta jest wykorzystana w sztandarowych modelach odbiorników telewizyjnych, telefonów, laptopów, tabletów, przenośnych odtwarzaczy muzyki. W 2020 r. we wszystkich modelach telewizorów Sony LCD od serii XH70 wzwyż zastosowano Triluminos Display™.

### Zasada działania
Do podświetlenia matrycy wykorzystane są osobne diody dla światła czerwonego, zielonego i niebieskiego. Obraz generowany jest poprzez zaawansowane silniki (od 2013 roku silnik X-Reality PRO).

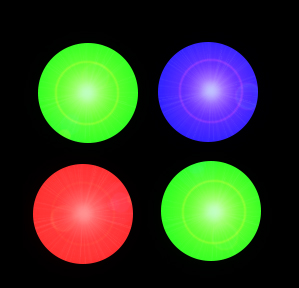
Diody triluminos wizualizacja

Dzięki temu przy projekcji obrazu jest możliwość reprodukcji większej palety barw, której zakres był dotychczas niedostępny i ograniczony. Technologia opracowana w firmie Sony powoduje, że wykorzystane diody emitują czystsze i bardziej naturalne odcienie przede wszystkim kolorów czerwonego, zielonego. Wytwarzane jest jaśniejsze światło o bardziej wyrównanym i szerszym widmie. Dzięki temu ekran wyświetla bogatsze spektrum kolorów, wierniej odzwierciedlająca naturalne barwy z dodatkowych zakresów.

## Technologia TRILUMINOS DISPLAY™ vs białe podświetlanie LED
W porównaniu do standardowego, białego podświetlania LED, zastosowanie tej technologii spowodowało lepsze zdefiniowanie kolorów. Białe diody LED, jak i CCFL reprodukują kolory poprzez ich "wybielanie" z ciekłokrystalicznego panelu. Triluminos Display™ i zastosowane w nim diody mające szerszy zakres barw dodatkowo "tworzą" kolory, a nie tylko wybielają. Z technicznego ujęcia spektrum (szerokość, zakres) barw odzwierciedla szerokość widma dla danego koloru. Największy problem standardowe panele LCD miały z odcieniem szmaragdu i czerwieni. Zastosowanie „kolorowego podświetlania” wyeliminowało ten problem. Mając większą liczbę kolorów do dyspozycji, obraz jest bardziej realny, bogatszy.

## Atuty TRILUMINOS DISPLAY™
- Bogatsze i wierniejsze odzwierciedlenie barw.
- Więcej szczegółów.
- Dokładniejszy proces reprodukcji kolorów.
- Widoczne zmiany szczególnie w przypadku projekcji zdjęć.

## Zastosowanie TRILUMINOS DISPLAY™
Panele Triluminos Display™ znalazły dość szerokie zastosowanie w przemyśle branży elektronicznej. Zastosowano je zarówno w najnowszych modelach Bravia jak, w urządzeniach mobilnych Xperia, laptopach VAIO.
| Kategoria produktów | Nazwa            | Pełna nazwa                         | Data premiery | Uwagi                                          | Silnik                        |
| ------------------- | ---------------- | ----------------------------------- | ------------- | ---------------------------------------------- | ----------------------------- |
| Qualia®             | Q005             | KDX-Q005                            | 2004          | Pierwszy komercyjny model z Triluminos Display | WEGA Engine HD™               |
| Bravia®             | XBR8             | KDL-XBR8                            | 2008          | Pierwsza Bravia Triluminos Display             | Bravia Engine 2               |
| Bravia®             | Seria W85        | KDL-65W855A                         | 2013          |                                                | X-Reality PRO                 |
| Bravia®             | Seria W9         | KDL-40/46/55 W905A                  | 2013          | Nagroda EISA Europen TV 2013-2014              | X-Reality PRO                 |
| Bravia®             | Seria W95        | KDL-55W955B                         | marzec 2014   |                                                | X-Reality PRO                 |
| Bravia®             | Seria X9         | KD-55/65 X9000A                     | 2013          | Model 4K                                       | 4K X-Reality PRO              |
| VAIO®               | Fit multi-flip   | 1A / 13A / 14A / 15A                | 2014          | Hybryda                                        | Intel Core / Pentium          |
| VAIO®               | VAIO Duo 13      | SVD1321L2E / SVD1321Z9E             | 2013          | Ultrabook                                      | Intel Core i5 / i7            |
| VAIO®               | VAIO Pro 11 / 13 | SVP1121 M/X 2E, SVP1321 L/M/S 1/2 E | 2013          | Ultrabook                                      | Intel Core i5                 |
| VAIO®               | VAIO Tap 11      | SVT1121E2E, SVT1121X9E              | 2013          | Tablet                                         | Intel Core / Pentium          |
| Walkman®            | Seria F8         | NWZ-F886                            | 2014          |                                                |                               |
| Xperia™             | Seria Z          | Xperia Z Ultra                      | 2013          | Wyświetlacz z X-Reality for mobile             | Qualcomm® Snapdragon™ 800     |
| Xperia™             | Seria Z          | Xperia Z1 Compact                   | 2014          | Wyświetlacz z X-Reality for mobile             | Qualcomm® Snapdragon™ 800     |
| Xperia™             | Seria Z          | Xperia Z1                           | 2013          | Wyświetlacz z X-Reality for mobile             | Qualcomm® Snapdragon™ 800     |
| Xperia™             | Seria Z          | Xperia Z2                           | 2014          | Wyświetlacz z X-Reality for mobile             | Qualcomm® Snapdragon™ 801     |
| Xperia™             | Seria T          | Xperia T2 Ultra                     | 2014          | Wyświetlacz z Bravia Engine 2                  | Qualcomm® Snapdragon™ 400     |
| Xperia Tablet       | Seria Z          | Xperia Tablet Z2                    | 2014          | Wyświetlacz z X-Reality for mobile             | Qualcomm® Snapdragon™ 801     |
| XperiaTM            | Seria X          | Xperia XZ                           | 2017          | Wyświetlacz 4K HDR                             | Qualcomm® Snapdragon 820 8996 |